# 左霈

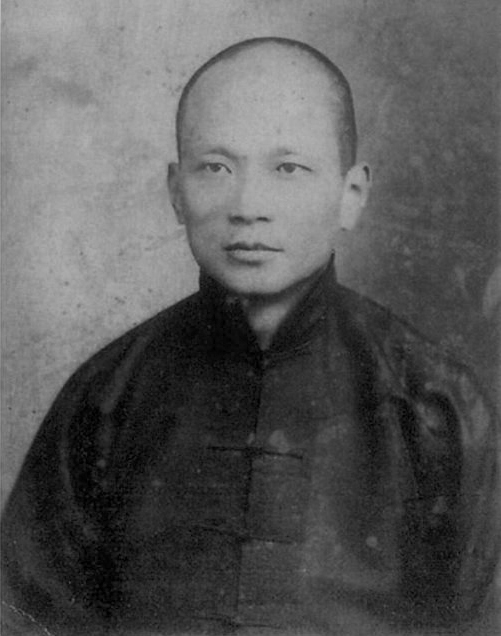
左霈

左霈（1875年—1936年），字雨荃，正黄旗汉军广州驻防。光绪二十年（1894年）广东乡试中举人，光绪二十九年（1903年）癸卯科中进士，殿试高居第一甲第二名，即榜眼，授翰林院编修。後外派云南任丽江知府。
民国元年（1912年）由蒙藏局派往筹办《蒙藏报》，任总编纂。民国七年（1918年）起，先后任清华学堂历史、国文教师，直至民国十七年（1928年）。次年赴香港，任圣士提反书院教师。民国二十五年（1936年）病逝。